# Mount Jukkola
Mount Jukkola – nunatak w Guthridge Nunataks w Gutenko Mountains w środkowej Ziemi Palmera w południowej części Półwyspu Antarktycznego na Antarktydzie, o wysokości około 1700 m n.p.m.
Jego mapę sporządził United States Geological Survey w 1974 roku. Szczyt został nazwany na cześć oficera armii amerykańskiej Lloyda A. Jukkoli, dowódcy stacji antarktycznej Palmer w 1973 roku. 